# Warmness on the Soul
Warmness on the Soul är en EP av heavy metal-bandet Avenged Sevenfold och släpptes den 8 augusti 2001.

## Låtlista
1. Warmness on the Soul - 4.19
2. Darkness Surrounding - 4.49
3. We Come Out At Night - 4.45
4. To End the Rapture (heavy metal version) - 1.24